# Pozycja obrony

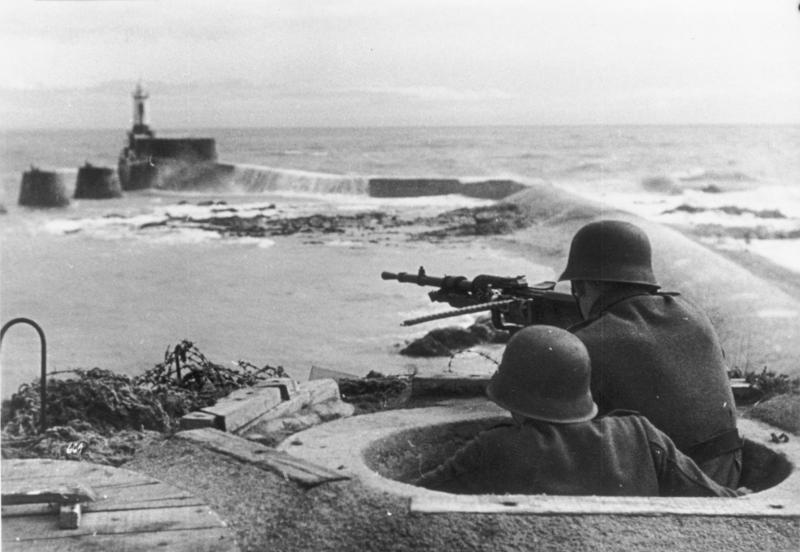
Pozycja obrony

Pozycja obrony – pas (odcinek) terenu przygotowany do prowadzenia walki obronnej.
Pozycja obrony może być rozbudowana systemem oddzielnych punktów oporu, które mają ze sobą łączność ogniową i są połączone zaporami lub systemem transzei, rozmieszczonych w określonej odległości jedna za drugą, połączonych rowami łączącymi. Przygotowanie pozycji obrony polega na rozbudowie inżynieryjnej punktów oporu i transzei obsadzonych przez pododdziały pancerne i zmechanizowane, przygotowaniu rubieży ogniowych dla artylerii i środków przeciwpancernych, wykonaniu stanowisk dla środków ogniowych, rozbudowie różnorodnych zapór, ukryć dla żołnierzy i sprzętu. Kilka pozycji obrony stanowi pas obrony. Zależnie od przeznaczenia wyróżnia się główne pozycje obrony, pozycje odwodów, pozycje zapasowe, pozycje pośrednie, pozycje ryglowe, pozycje ubezpieczenia bojowego, pozycje przednie (wysunięte), pozycje opóźniania, a także pozycje osłony.

## Pozycje
Główna pozycja obrony stanowi pierwszą pozycję każdego pasa obrony. Rozbudowuje się ją najpełniej i najsilniej obsadza wojskami. Bronią jej pododdziały pierwszego rzutu.
Pozycje odwodów są przygotowane i bronione przez drugie rzuty i odwody taktyczne.
Pozycje zapasowe przygotowuje się poza pozycjami zasadniczymi i odwodów. Są obsadzane wojskami w sytuacji przełamania przez nieprzyjaciela pozycji zasadniczych i odwodów.
Pozycje pośrednie rozbudowywane są między pasami obrony, wówczas kiedy dzieli je duża odległość. Mają za zadanie pogłębić obronę i zapewnić ciągłość oporu broniących się wojsk.
Pozycje ryglowe rozbudowuje się między pozycjami zasadniczymi, skośnie do przedniego skraju obrony. Przygotowane w kształcie leja lub klina mogą rozcinać lub kanalizować ruch nacierającego nieprzyjaciela.
Pozycja ubezpieczenia bojowego jest najbardziej wysuniętą do przodu pozycją obrony. Przygotowuje się ją w celu uprzedzenia broniących się wojsk o niebezpieczeństwie napadu nieprzyjaciela i zmuszenia go do rozwinięcia się.
Pozycja przednia jest przygotowana przed pierwszym pasem obrony w celu zmylenia nieprzyjaciela co do rzeczywistego przebiegu przedniego skraju obrony.
Pozycja opóźniania jest przygotowywana w czasie prowadzenia działań opóźniających. Walczą w niej pododdziały, które opóźniają natarcie nieprzyjaciela.
Pozycja osłony ma na celu umożliwienie wojskom wyjście z walki i wycofanie sił głównych do zaplanowanego rejonu. 